# 拟岛艾蛛
拟岛艾蛛（学名：Cyclosa pseudoculata）为园蛛科艾蛛属的动物。在中国大陆，分布于甘肃等地。该物种的模式产地在甘肃。